# Andrographis hygrophiloides
Andrographis hygrophiloides là một loài thực vật có hoa trong họ Ô rô. Loài này được (T.Anderson) W.J.Kress & DeFilipps mô tả khoa học đầu tiên năm 2003.